# Umanismul arab
Apariția umanismului în cultura arabă a secolelor IX-XII a fost cel mai probabil datorată dezvoltării urbanistice, a apariției noii capitale, noului centru al culturii arabe, Bagdad, înființat în anul 762. Odată cu mutarea capitalei califatului în acest oraș, de către califul Al-Manṣūr (al doilea calif abbasid, adevăratul întemeietor al Bagdadului), cultura arabă a început să înflorească, astfel creându-se condițiile propice apariției primilor germeni ai umanismului. Califul, fiind un adevărat mecena, găzduia la curtea sa savanți, scriitori, poeți, astfel încurajând dezvoltarea culturii arabe. Din această perioadă se poate vorbi de o adevărată renaștere a culturii, iar omul este pentru prima dată pus pe un loc fruntaș. 
O foarte mare influență asupra umanismului arab o au operele antichității. Se traduce foarte multă literatura antică, în special greacă și se urmează modelul propus de înaintași. În perioada abbasidă traducerile textelor elene au luat amploare, înființându-se chiar și o școală de traduceri, la Bagdad, Bayt al-ḥikma, un fel de universitate, unde unii dintre cei mai importanți intelectuali ai epocii, printre care și evrei și creștini, traduceau manuscrise din greacă sau siriacă, multe aparținând lui Platon sau Aristotel, aceste traduceri dând naștere unui nou tip de filosofie, falsafa, tip de filosofie pur laic, de tip grecesc.
„Filosoful se prezintă ca un curtean și un consilier al regilor, cel care asigură prin știința sa bunul mers al statului și înflorirea personalității celui care se lasă ghidat” . Se scriu tratate politice, „ghiduri” pentru prinți, care i-ar putea ajuta să administreze mai bine statul, armata, veniturile statului.
În această perioadă de înflorire a culturii arabe, învățații caută să cultive studiile umane: gramatică, poetică, retorică, filosofie morală, iar conform spuselor lui George Makdisi, termenul de adab cuprinde toate aceste științe. . 

## Trăsăturile umanismului arab
Trăsăturile caracteristice umanismului arab sunt: 
- deschiderea către anumite științe străine
- explicarea anumitor fenomene considerate până la acel moment ca fiind miracole cu ajutorul științei
- atenția acordată problemelor etico-politice
- interesul pentru știință atinge un nivel înalt

Astfel se poate explica apariția numeroaselor tratate științifice, dezvoltarea unor științe precum matematica, geometria, alchimia. Descătușarea de sub influențele religioase, raționalizarea unor fenomene crezute până atunci miraculoase, desacralizarea acestora, ajută la progresul acestei culturi.

## Umanismul în literatură
Acest umanism arab s-a manifestat atât în științe, cât și în literatură, un termen apărut în această perioadă fiind cel de adab, care desemnează astăzi ideea de literatură. Acest termen însumează de fapt toate cunoștințele pe care le avea omul cultivat al epocii, însoțite de elocvență, maniere și eticheta riguroasă, un model al acestei tipologii fiind Al-Ğāḥiẓ, care și-a câștigat reputația prin antologiile sale de poeme și anectodele cu teme animaliere, un fel de fabule moderne, un exemplu fiind Kitāb al-ḥayawān. Pe lângă aceste genuri, Al-Ğāḥiẓ a scris și tratate (epistole), rasā’il, în care abordează teme extrem de diverse, dovedindu-și astfel erudiția. 
Conform The Cambridge History of Arabic Literature, „definirea adab-ului ca gen literar este prea restrânsă pentru a fi aplicată tuturor lucrărilor cărora li s-a pus această etichetă.” și se propune ca acest termen să fie discutat în strânsă legătură cu educația literară a învățatului, suma cunoștințelor pe care acesta le are. 

## Învățatul arab
Învățatul acestei epoci aparținea, nu de puține ori, unei familii non-arabe, fiind de cele mai multe ori persan, ajuns, datorită priceperii sale în arta literară, în posturi înalte în cadrul conducerii statului: secretar de cancelarie, copist sau caligraf. Două exemple relevante în acest caz sunt Ibn Yahya, secretar al ultimului calif omeyad și Ibn al-Muqaffaʿ, secretar de cancelarie, ambii de origine persană. 
Odată cu promovarea acestor literați non-arabi, influențele persane încep să devină pregnante în literatura de la curtea califului. Se fac traduceri ale unor lucrări straine, cum ar fi Kalila wa Dimna, basm de origine indiană, cu teme animaliere, scris de un brahman din secolul al IV-lea (întregul original putând fi găsit într-o formă mai elaborată în „Pančatantra”), mai întâi în persană și apoi în limba arabă. Tot Ibn al-Muqaffaʿ traduce și o Istorie a Iranului. Toate aceste traduceri și interpretări deschid o poartă către culturile străine și o îmbogățesc pe cea arabă, atât în plan literar, cât și în plan științific, dar și în plan etic și moral, multe dintre aceste lucrări fiind scrieri moralizatoare. 

## Shuu-biya
Însă din pricina acestei influențe persane din literatura arabă va apărea și un curent pro-iranian împotriva culturii arabe, denumit shuu-biya, o confruntare între susținătorii și păstrătorii tradițiilor arabe pure, susținătorii clasicismului arab și susținătorii noului curent persan, care dețineau de cele mai multe ori poziții importante în cadrul administrației, elita califatului abbasid, susținătorii modernismului.  

## Adab în timpul domniei lui Al-Maʾmūn
Ideea că adab însumează toate cunoștințele pe care un învățat le are, se transformă în vremea califului Al-Maʾmūn, „devenind virtuozitate verbală, purism lipsit de obiect, iar literatura se va reduce fie la tratate destinate kuttab-ilor , fie la descrieri plăcute, al căror singur merit este de a descrie societatea într-un stil adeseori rafinat – maqamat-ele.” . 
Acest adab, de această dată cu sensul dat de occidentali, acela de literatură, se împarte în mai multe subcategorii, cum ar fi: manuale destinate scribilor (seturi de reguli si etichete care ar trebui respectate de scribi), studii privind Coranul și interpretările sale, anecdote care acoperă mai multe tematici, de cele mai multe ori moralizatoare. 

## Risāla
Termenul de risāla (tradus în limba română epistolă) desemnează scrierile, de cele mai multe ori moralizatoare, adresate unui grup de persoane sau unei singure persoane, redactate în scopul instruirii acestora. În general tratează o gamă largă de subiecte, cum ar fi teologia, politica, administrația, filosofia sau tematici sociale. Putem da drept exemplu de risāla, Risāla fī-ṣ ṣaḥāba a persanului Ibn al-Muqaffaʿ, în care se tratează subiectele enumerate mai sus, cu scopul instruirii prințului (califului), putând fi considerată drept un mic îndreptar pentru principi, un set de reguli ce ar trebui aplicate în conducerea unui stat. Un alt cunoscut înțelept, care a redactat acest tip de scrieri a fost și Al-Ğāḥiẓ. 

## Naṣīḥat al-mulūk
Aceste risāla fac de obicei parte din genul literar naṣīḥat al-mulūk (epistole către principi, scrise cu scop educativ), tratate răspândite în această epocă pe teritoriul arab și cel sasanid, care au ca teme principale dreptul constituțional, teoria politică, etică și morală și în care este declarată existența clară a unui stat islamic, scopul acestora fiind acela de a instrui în ceea ce privește conducerea acestui stat islamic și eticheta de la curtea califului. În ele putem regăsi o combinație plăcută de elocvență, eleganță a scrisului și înțelepciune, împărtășită de scriitor cu lectorii săi. Deși în majoritatea cazurilor aceste risāla au ca subiect politica și administrația statului, putem regăsi în ele și teme precum prietenia, ascetismul religios, calitățile morale, femei și chiar și cai. 